# Rambla Artigas
La Rambla General José Gervasio Artigas, coloquialmente conocida como Rambla Artigas, Rambla portuaria, o Rambla de circunvalación, es una avenida ubicada en la península de Punta del Este. Debido a que bordea parte del Río de la Plata y el Océano Atlántico, es que recibe la denominación de rambla (en lugar de avenida). Fue designada en honor al prócer uruguayo José Gervasio Artigas. Su extensión es de aproximadamente 5 km, desde donde termina la Rambla Williman, hasta donde empieza la Rambla Batlle Pacheco.
Fue inaugurada el 23 de febrero de 1979 durante la gestión del Intendente interventor José María Siqueira. Ese mismo día se inauguró la Terminal de Ómnibus de Maldonado y la ampliación de la Avenida Roosevelt.[cita requerida]
Sobre esta rambla, se destacan varios sitios de interés:
- Cerca de su comienzo, se encuentra el antiguo Muelle de Mailhos, un pequeño muelle de los años 40 construido por un empresario uruguayo, que con el paso del tiempo y la falta de mantenimiento se ha ido deteriorando.[1]
- Además de pintorescas casas y edificios bajos, existen varios restaurantes, cuya especialidad son los mariscos. Muchos de ellos cuentan con un deck ubicado en la playa.
- Más adelante comienza a divisarse el Puerto de Punta del Este junto a su Prefectura, razón por la cual comúnmente se le llama Rambla portuaria; y pocos metros antes del mismo se ubica una pequeña glorieta con vista al puerto.
- Cerca del punto más austral de la península, se ubica el Helipuerto de Punta de la Salina, instalado para situaciones de emergencia donde sea difícil el acceso a la península cuando esté saturada de turistas.[2]
- Durante el recorrido, pocas son las playas aptas para baño, debido a que la mayoría están cubiertas de rocas. Las excepciones se dan en la Playa de los Ingleses y la Playa El Emir (ambas en la costa atlántica).
- La rambla termina a orillas de la Playa Brava, donde está localizado la famosa escultura de Los Dedos.

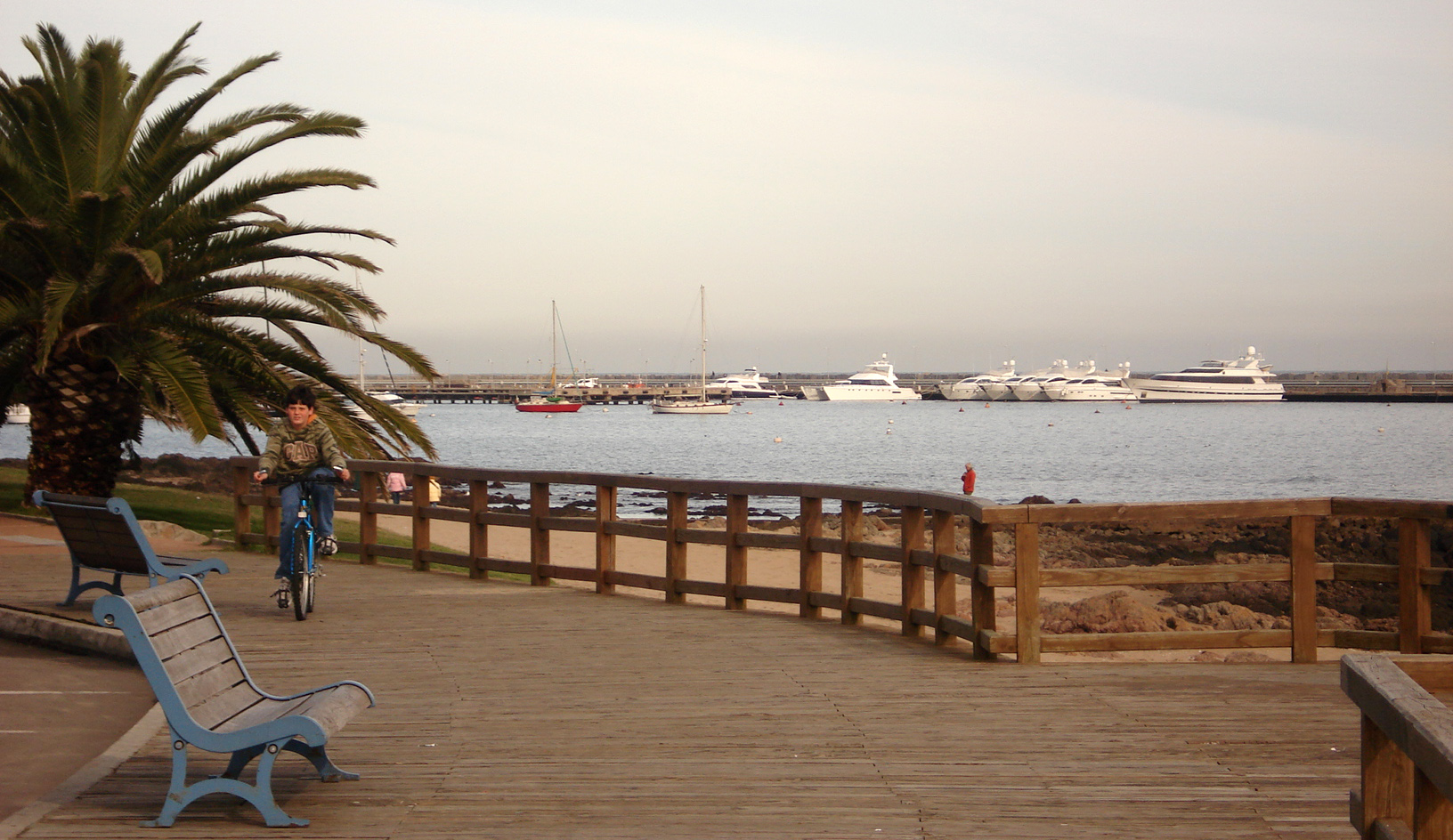
Paseo peatonal cerca del Muelle de Mailhos

En toda su extensión constituye un paseo peatonal y un punto de encuentro social, especialmente los fines de semana.

En diciembre de 2012 fueron instaladas las Estaciones saludables, con seis u ocho aparatos para hacer ejercicio, en varios puntos del departamento. Tres de estas estaciones fueron ubicadas en esta rambla: una frente a la Liga de Fomento, otra en Punta de la Salina, y la última en El Emir.

## José Gervasio Artigas

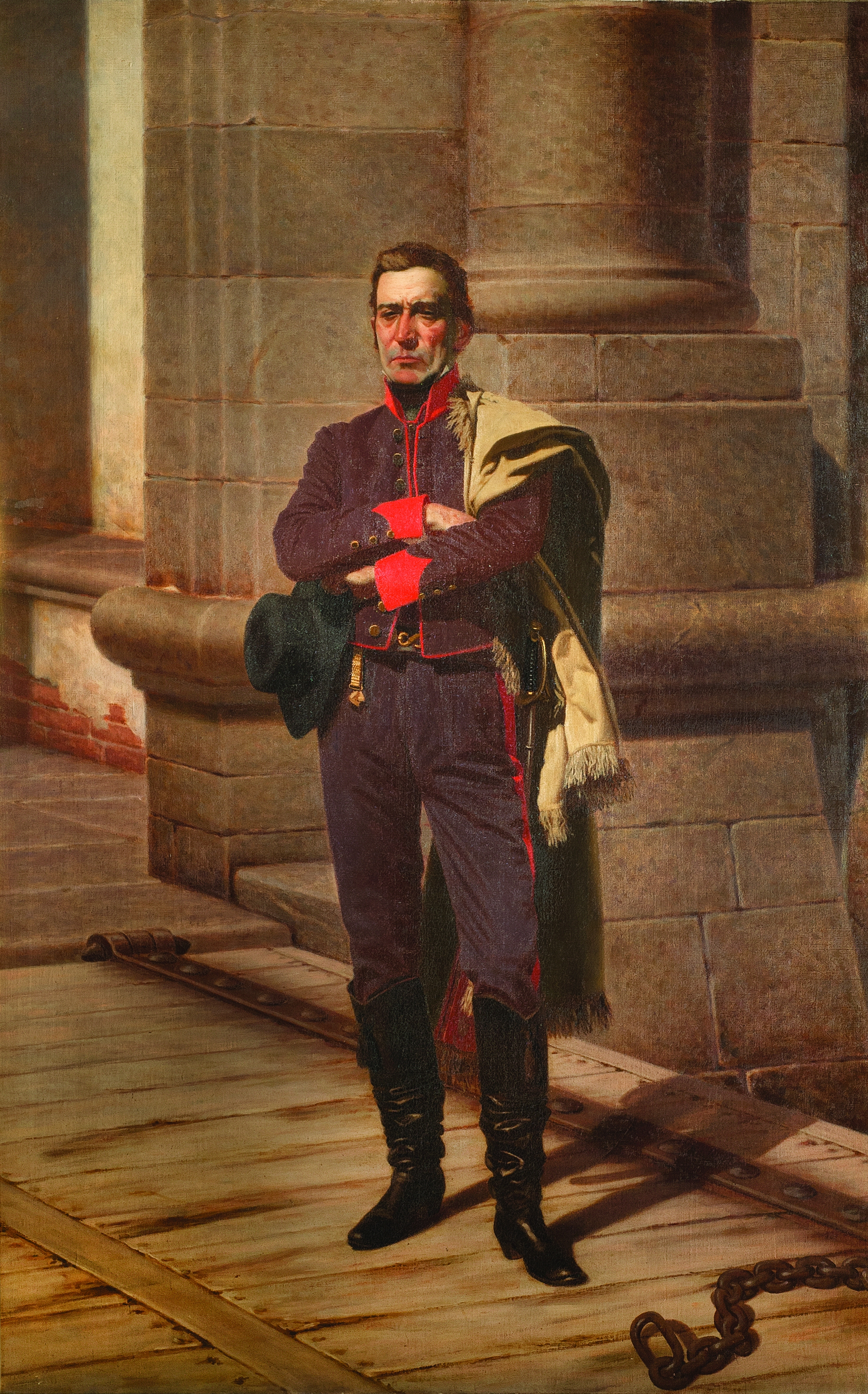

José Gervasio Artigas fue el héroe nacional uruguayo. Nació el 19 de junio de 1764, hijo de Martín J. Artigas y Francisca A. Arnal. Recibió los títulos de Primer Jefe de los Orientales y Protector de los Pueblos Libres.
A los treinta y tres años de edad, en 1797, ingresó como soldado raso al Cuerpo de Blandengues de Montevideo, una milicia que tenía como fin proteger las fronteras.
El 18 de mayo de 1811 derrotó a los españoles en la Batalla de las Piedras.
Ese mismo año protagonizó el Éxodo del Pueblo Oriental, hecho donde habitantes de la Banda Oriental siguieron a Artigas en una emigración colectiva, instalando su campamento a orillas del Arroyo Ayuí Grande.

Luego de su exilio al Paraguay, a sus ochenta y seis años, falleció el 23 de setiembre de 1850.

## Curiosidades

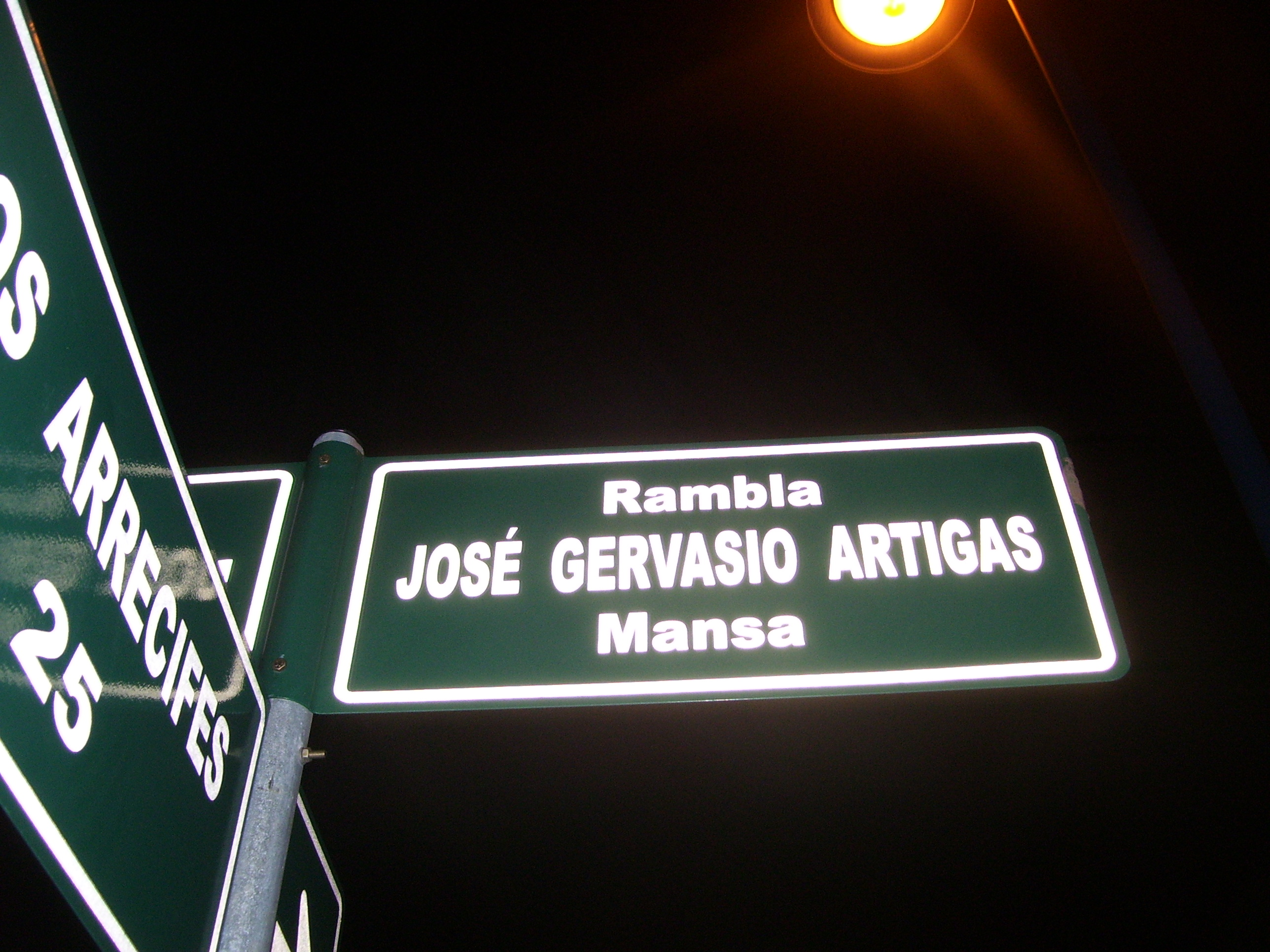

Esta rambla recibe las denominaciones de Rambla Artigas Mansa cuando bordea aguas rioplatenses, y Rambla Artigas Brava, cuando bordea aguas atlánticas.
Pocos conocen dónde se encuentra el límite entre ambas. Según la Junta Departamental de Maldonado, quien se encarga de determinar la nomenclatura de las calles, caminos, plazas y paseos, la Mansa se extiende hasta el vértice sudoeste de la manzana 79. Esto se da cerca de la Plaza de los Ingleses, entre las calles 2 (Los Sargos) y 8 (El Trinquete), punto donde a su vez comienza la Brava.

La Junta Departamental las considera dos avenidas independientes (aunque con el mismo nombre), identificando la Mansa con el Nº 5000, y la Brava con el Nº 5001.